# 1848年の相撲
1848年の相撲（1848ねんのすもう）は、1848年の相撲関係のできごとについて述べる。

## 興行
- 1月場所（江戸相撲）[1]
  - 興行場所:本所回向院
  - 2月20日（旧1月16日）より晴天10日間興行
- 7月場所（大坂相撲）[2]
  - 興行場所:天満砂浜屋敷
  - 8月16日（旧7月18日）より晴天10日間興行
- 7月場所（京都相撲）[2]
  - 興行場所:誓願寺境内
  - 11月場所（江戸相撲）[3]
  - 興行場所:本所回向院
  - 12月18日（旧11月23日）より晴天10日間興行